# 井上健次
井上 健次（いのうえ けんじ、1959年4月19日 - ）は、日本の政治家、農家。埼玉県毛呂山町長（4期）。元毛呂山町議会議員（2期）。

## 来歴
埼玉県毛呂山町出身。毛呂山町立川角中学校卒業。1978年（昭和53年）3月、筑波大学附属坂戸高等学校卒業。1981年（昭和56年）3月、鯉淵学園農業栄養専門学校卒業。農業改良普及員（現・普及指導員）の資格を取得した。
株式会社井上農場を経営。2010年（平成22年）3月に埼玉県よりエコファーマーの認定を受けた。
毛呂山町議会議員を2期務めたのち、2011年2月、任期満了に伴う毛呂山町長選挙に立候補する意向を表明。4月24日に行われた毛呂山町長選挙で元町議の長瀬衛との一騎打ちを制し初当選した。5月15日、町長就任。
2015年（平成27年）3月25日、毛呂山町議会は町議選の投開票を統一地方選後半の4月26日に町長選と同時に行うため、同年8月末までの任期を残して議会を自主解散した。町議選と同日に行われた町長選は自民党県連の推薦を受けた井上と、自民党毛呂山支部の推薦を受けた元町議の岡部和雄の2名が立候補し、保守分裂選挙となったが、井上が再選を果たした。
2019年（平成31年）の町長選に自民党・公明党の推薦を得て立候補。元毛呂山町長の下田養平の四男の下田俊哉を破り、3期目の当選を果たした。
2023年（令和5年）の町長選では他3候補を破り4選を決めた。

## 町政
- 2021年（令和3年）10月1日、LGBTなど性的少数者のカップルが婚姻と同等の扱いを受けられる「パートナーシップ宣誓制度」を導入した[11]。